# Chakma Autonomous Council
Chakma Autonomous Council és una entitat autònoma paral·lela al districte de Lunglei de Mizoram, principalment per la població chakma.
Abans de la creació de l'estat de Mizoram (1972) hi havia un únic consell autònom que es deia Pawi-Chakma-Lakher (creat l'abril de 1953) i la resta era el Lushai (Mizo) Hills Autonomous District Council, creat el 1952 i elevat a territori el 1970, incloent el districte Pawi-Chakma-Lakher.
El 1971 es va acordar la creació de districtes separats que van entrar en funcions el 1972. Pu Laldenga i en general els mizos cristians, es van oposar vivament a l'entitat perquè els chakma són budistes i partidaris de l'Índia.